# Careproctus spectrum
Careproctus spectrum är en fiskart som beskrevs av Bean, 1890. Careproctus spectrum ingår i släktet Careproctus och familjen Liparidae. Inga underarter finns listade.